# Постклассический период

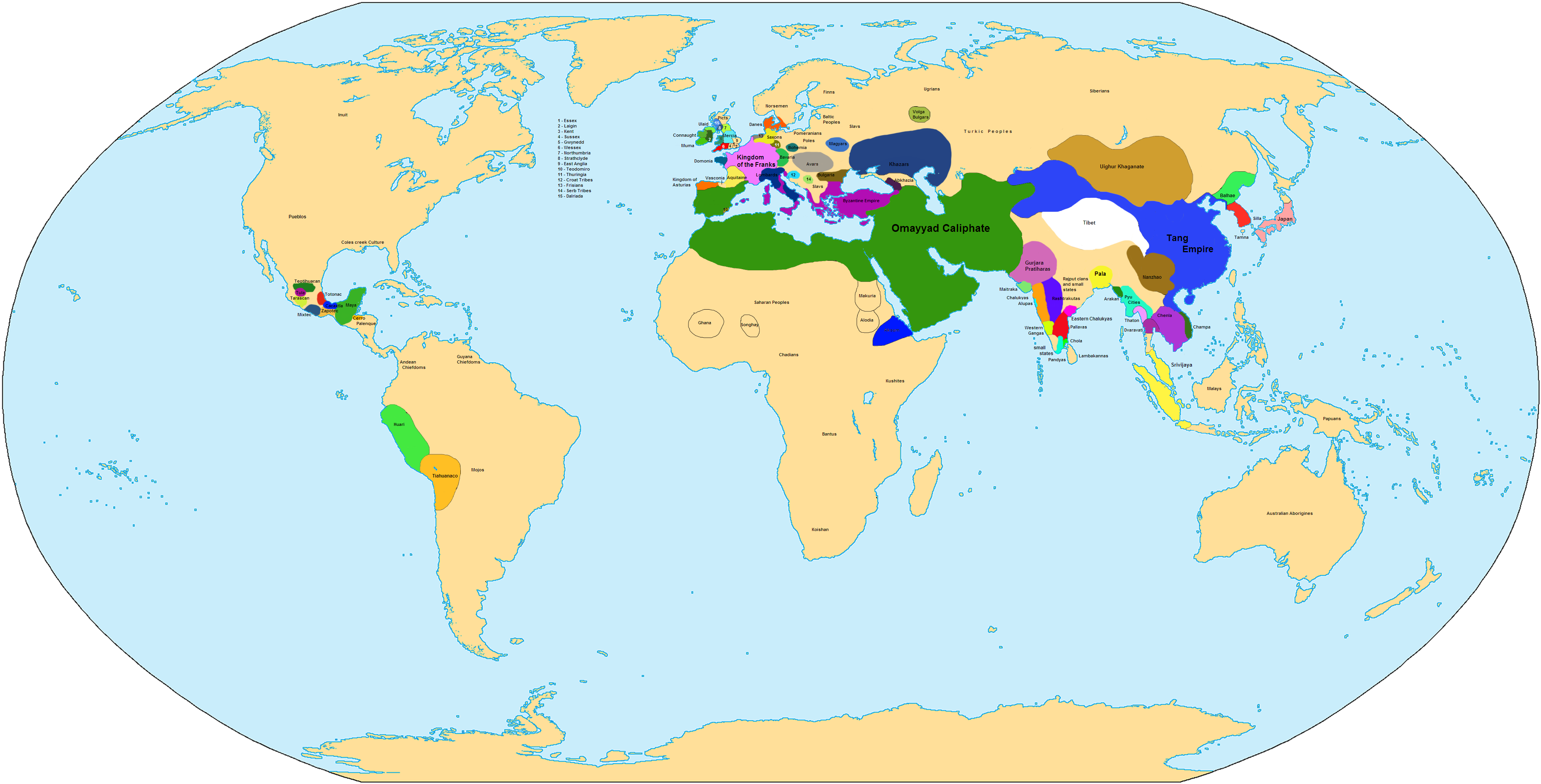
Государства около 750 года н. э.

Постклассический период, постклассическая история — в западной исторической науке период мировой истории приблизительно с 500 года н. э. по 1500 год н. э., что в целом соответствует европейскому Средневековью. В это время расширяются освоенные цивилизованными обществами территории, развиваются торговые связи между ними.
Использование термина «постклассический» для обозначения этого периода иногда оспаривается, но сохраняет популярность в академических кругах. Также в западных публикациях используются термины средневековая эпоха, постантичная эпоха, досовременная эпоха. «Постклассическую историю» не следует путать с постклассическим периодом истории Мезоамерики.

## Тенденции и ключевые события
Постклассическая эпоха характеризуется несколькими общими тенденциями и рядом ключевых событий' развитие и распространение цивилизации в новых географических регионах; распространение двух крупнейших мировых миссионерских религий - христианства и ислама; быстрое в сравнении с предшествующими эпохами развитие торговли и торговых сетей. Хотя исследования по-прежнему сосредоточены в основном на Евразии, всё больше внимания уделяется изучению влияния этих глобальных тенденций на другие регионы. Описывая географические зоны, историки выделяют три крупных самостоятельных региона мира: Афроевразию, Америку и Океанию, разделённых океаническими барьерами, которые препятствовали глобальному взаимодействию до конца XV века. Связи внутри такого региона тоже не всегда были прямыми и лёгкими. Например, в Афроевразии Южная и Центральная Африка, равно как и отдалённые районы Сибири, были оторваны от более крупных континентальных сетей. Цивилизации в Евразии отличались друг от друга, но имели общий опыт и некоторые общие закономерности развития.
В Азии распространение ислама привело к образованию нескольких халифатов и ознаменовало начало Золотого века ислама, активной торговли между азиатским, африканским и европейским континентами, развития науки в средневековом исламском мире. В Восточной Азии установливается власть императорского Китая, управлявшегося разными династиями, и оказавшего влияние на Японию, Корею и Вьетнам. В регионе получили распространение буддизм и неоконфуцианство. В Китае был изобретён порох. Сформировалась Монгольская империя, обеспечившая безопасную торговлю и стабильные связи между Азией и Европой.
Население мира за этот период удвоилось: с примерно 210 миллионов в 500 году н. э. до 461 миллиона в 1500 году н. э. В целом население стабильно росло в течение всего периода, но в некоторое время претерпевало и сокращение, связанное с такими событиями, как Юстинианова чума, монгольские завоевания и Чёрная смерть.
К концу постклассической эпохи в XV веке многие империи, созданные в этот период, пришли в упадок. Византийская империя оказалась в тени своих исламских и христианских соперников в Средиземноморье, включая Венецию, Геную и Османскую империю. Византия неоднократно подвергалась нападениям со стороны восточных и западных держав во время Четвёртого крестового похода и постепенно приходила в упадок вплоть до взятия Константинополя османами в 1453 году.
Самые существенные изменения произошли в сфере торговли и технологий. Глобальное значение падения Византии заключалось в разрушении сухопутных путей между Азией и Европой. Прекращается традиционное господство кочевников в Евразии, перестаёт существовать Pax Mongolica, обеспечивавший взаимодействие между различными цивилизациями. Западная и Южная Азия были завоеваны пороховыми империями, которые успешно использовали достижения военной техники, но закрыли Шёлковый путь
Европейцы, прежде всего испанцы и португальцы, стремились заменить сухопутные маршруты морскими. Первоначально стремились найти новые пути к известным местам. Португальский мореплаватель Васко да Гама в 1498 году отправился в Индию по морю, обогнув Африку вокруг мыса Доброй Надежды. Индия и побережье Африки уже были известны европейцам, но ранее никто не предпринимал крупных торговых миссий. Благодаря развитию мореплавания Португалия создала глобальную колониальную империю, начав с завоевания Малакки на территории современной Малайзии в 1511 году.
Открытие Христофором Колумбом Америки в 1492 году привело к возникновению колумбова обмена и к первой панокеанической глобализации. Испанский мореплаватель Фернан Магеллан совершил первое известное кругосветное плавание вокруг Земли в 1521 году. Распространение товаров и болезней через океаны было беспрецедентным явлением, способствовавшим формированию более взаимосвязанного мира. С развития мореплавания и торговли началась современная история.

## Историография
Понятие постклассического периода используют историки, придерживающиеся подхода, получившего название мировая история, в частности, школой, развивавшейся в конце XX — начале XXI веков. За пределами направления мировой истории термин также иногда применяется, чтобы избежать ошибочного употребления терминов «Средние века», «Средневековье» и «Тёмные века», хотя и применение термина «постклассический» в глобальном масштабе также проблематично и может считаться европоцентричным. В научных публикациях термины «постклассический» и «поздняя Античность» иногда используются как синонимы для периода истории Западной Евразии между 250 и 800 годами н. э.
Постклассический период примерно соответствует периоду с 500 по 1450 год н. э. Даты начала и окончания могут различаться в зависимости от региона, в зависимости от окончания предыдущего классического периода: эпохи ханьского Китая (окончилась в 220 году н. э.), Западной Римской империи (в 476 году н. э.), государства Гуптов (в 543 г. н. э.) и Сасанидской державы (в 651 году н. э.).
Постклассический период — один из пяти или шести основных периодов, используемых мировыми историками: ранняя цивилизация, классические общества, постклассический период, раннее Новое время, долгий XIX век и современная эпоха. Иногда XIX век и современное время объединяют. Хотя постклассический период является синонимом западноверопейского Средневековья, термин «постклассический» не обязательно входит в традиционную трёхчастную периодизацию западноевропейской истории на классический, средний и новый периоды.
Историческая область мировой истории, изучающая общие темы, характерные для различных культур и регионов, получила широкое развитие с 1980-х годов. Однако исследования в рамках мировой истории, как правило, фокусируются на протоглобализации (начавшейся примерно с 1500 года) и последующих исторических событиях, а постклассическая история рассматривается преимущественно применительно к Афроевразии. Историки признают трудности периодизации и выявления общих особенностей, относящихся не только к этому региону, но и, например, к Америке, поскольку до Колумбова обмена они имели мало контактов с Афроевразией. Так, исследователи 2020 года подчёркивали, что «глобальная история периода с 500 по 1500 год всё ещё отсутствует» и «историки лишь недавно приступили к изучению глобальной истории Средних веков».
Для многих регионов мира существует устоявшаяся историография. Если в XIX веке европейские медиевисты, как правило, концентрировались на создании истории отдельных национальных государств, то в XX веке многие исследования успешно создавали комплексную историю средневековой Европы. Исламский мир также имеет богатую региональную историографию, включая работы Ибн Хальдуна XIV века, Маршалла Ходжсона XX века и более поздние труды. На продвинутом этапе находятся исследования сети центров торговли, обеспечивавших перемещение товаров и идей на пространстве между Китаем и островами Атлантики, что можно архаической глобализацией; одним из ключевых историков в этой области является Джанет Абу-Лугод. Понимание коммуникации в странах Африки к югу от Сахары или в Америке, напротив, гораздо более ограничено.
Ряд исследователей указывали на историю климата как на полезный критерий для изучения мировой истории Средних веков, отмечая, что определённые климатические события оказывали влияние на все человеческие популяции.